# Давньоанглійська Вікіпедія
Давньоанглійська Вікіпедія (давн-англ. Wikipǣdia) — розділ Вікіпедії давньоанглійською мовою. Створена у 2004 році. Давньоанглійська Вікіпедія станом на 25 березня 2025 року містить 4766 статей, 131 713 зареєстрованих користувачів, 61 активного дописувача, 1 адміністратора
. Загальна кількість сторінок в давньоанглійській Вікіпедії — 19 784, редагувань — 220 397, завантажених файлів — 299
. Глибина (рівень розвитку мовного розділу) давньоанглійської Вікіпедії велика і становить 110.6 пунктів
.

## Історія
- Листопад 2004 — створена 100-та стаття[3].
- Березень 2008 — створена 1 000-на стаття[3].
- Квітень 2010 — створена 2 000-на стаття[4].